# Психологія управління
Психологія управління — це галузь психології, яка вивчає психологічні закономірності управлінської діяльності, тобто вплив психології окремої людини та групи на процес управління і, навпаки, вплив управлінських відносин на психологію окремої людини та групи.
Психологія управління вивчає психіку людини, дає психологічну характеристику управлінської діяльності та аналізує якості, необхідні для її успішного виконання. Важливе значення має християнська психологія.
Психологія управління — порівняно молода галузь психологічної науки. Психологія управління формувалася і розвивалася на стику ряду психологічних дисциплін: інженерної психології, психології праці, соціальної психології та педагогічної психології. Об'єктами
дослідження психології управління, як і в інших галузях, залишаються системи типу «людина — техніка», «людина — людина». Але особливість цієї галузі полягає в тому, що зазначені об'єкти розглядаються з точки зору організації управлінських відносин.

## Предмет
Предметом психології управління є наступні проблеми людських взаємин і взаємодій з точки зору ситуацій управління:

1. Особистість, її самовдосконалення та саморозвиток у процесі праці.

2. Управлінська діяльність та її організація з точки зору психологічної ефективності.

3. Групові процеси в трудовому колективі, і їх регуляція

## Методи
Психологія управління як наука спирається на різні психологічні методи, основними з яких є спостереження й експеримент.
За своїм характером і сутністю спостереження — складний об'єктивний психологічний процес відображення дійсності. Його складність обумовлюється тим, що воно ведеться в природній обстановці функціонування організації, в якій місце і роль дослідника як спостерігача надає певний вплив і вплив на спостережуваних, з одного боку, і на підбір та узагальнення інформації, з іншого. Крім того, в більшості випадків роль дослідника пасивна, оскільки він лише фіксує проявилося думку або ставлення людей до процесів, фактів і явищ.
Експеримент відноситься до числа самих своєрідних і важко освоюваних методів збору інформації. Здійснення експерименту дозволяє отримати вельми унікальну інформацію, добути яку іншими методами просто не представляється можливим. Наприклад, з метою підвищення продуктивності праці на підприємстві вирішили використовувати ряд нових форм морального і матеріального стимулювання. Однак неясно, чи приведе це до бажаного результату або, навпаки, спричинить за собою негативні наслідки, знизить ефект застосованих раніше форм та методів. Тут на допомогу керівнику приходить експеримент, здатний в силу своїх можливостей «програти» певну ситуацію і «видати» цінну інформацію. Основна мета його проведення — перевірка гіпотез, результати яких мають прямий вихід на практику, на різні управлінські рішення

## Закони управління
Психологія управління як галузь практичної психології вивчає в тому числі й управлінську діяльність. Закони психології управління проявляються у взаємодії у міжособистісних стосунках та в груповому спілкуванні, і діють, як і будь-який закон, в незалежності від того, знаємо ми їх чи не знаємо. Основними законами психології управління та управлінської діяльності в цілому є:

1. Закон невизначеності відгуку.

2. Закон неадекватності взаємного сприйняття.

3. Закон неадекватності самооцінки.

4. Закон спотворення інформації.

5. Закон самозбереження.

6. Закон компенсації.

## Концепції управління

### Концепція наукової організації праці
Науко́ва організація праці (НОП) — процес вдосконалення організації праці на основі досягнень науки і передового досвіду. Терміном «НОП» характеризують зазвичай поліпшення організаційних форм використання живої праці в рамках окремо взятого трудового колективу (наприклад, підприємства). Організація праці повинна розглядатися з двох боків: 1) як стан системи, що складається з конкретних взаємопов'язаних елементів і відповідає цілям виробництва; 2) як систематична діяльність людей по впровадженню нововведень в існуючу організацію праці для приведення її у відповідність з досягнутим рівнем науки, техніки і технології. Праця людей в процесі виробництва організовується під впливом розвитку продуктивних сил і виробничих відносин. Тому організація праці завжди має дві сторони: природно-технічну і соціально-економічну. Ці сторони тісно пов'язані між собою і визначають зміст організації праці.

### Раціональна бюрократія
У Європі концептуальні основи наукового управління були закладені М. Вебером. У книзі «Історія господарства» та «Протестантська етика і дух капіталізму» Вебер відзначав, що в основу побудови капіталістичного підприємства закладена ідея раціоналізації трудових дій. Процес раціоналізації вимагав витіснення застарілих типів управлінських дій, які Вебер назвав ірраціональними, афективними діями. Діяльність ірраціонального капіталіста зводиться до отримання вигоди за рахунок перепродажу товару. Від такого перепродажу суспільне багатство не росте. Раціональний капіталіст перетворює гроші з мети в засоби, створює нові промислові підприємства, нові місця для громадян, сприяє винаходу нових технологій. Вебер пов'язує появу цього капіталіста з реформацією церкви, зі зміною ставлення до праці як до благородного діла. Вебер заклав основи бюрократичної теорії — системи ефективного управління. Він стверджував, що це неминучий і найбільш ефективний тип організації управління підприємством. Характерні риси бюрократичного управління:-високий ступінь спеціалізації службовців, обумовлена чітким розподілом обов'язків, поділом праці;-ієрархічна структура влади, що має форму піраміди;-система правил та інструкцій, які забезпечують координацію дій службовців;-відбір, призначення та розстановка кадрів, заснована на кваліфікаціях і досягненнях працівників;-безособова орієнтація у відносинах. Негативні наслідки бюрократичної організації управління підприємством:-загроза індивідуальній свободі працівника;-вироблення не гнучкого, ритуалізованого поведінки;-зростання в геометричній прогресії числа бюрократів;-збільшення рівня некомпетентності бюрократов. Ідеі Вебера про раціоналізації трудових дій і бюрократизації підприємств послужили теоретичною основою для розробки принципів управління та створення школи «наукового менеджменту».

### Адміністративна школа управління
Основоположними для школи адміністративного управління були ідеї французького інженера Анрі Файоля, який вважається автором першої повної теорії менеджменту. Управління він визначав як процес, пов'язаний з 4 функціями (планування, мотивація, організація, контроль) і 14 принципами: дисципліна; винагорода; справедливість; корпоративний дух; підпорядкування особистих інтересів загальним; поділ праці, тобто спеціалізація діяльності; повноваження і відповідальність; єдиноначальність — працівник повинен отримувати накази тільки від одного безпосереднього начальника; єдність напряму діяльності; централізація управління; скалярний ланцюг — необхідність субординації керівників; порядок; стабільність кадрів; ініціатіва

### Теорія людських відносин
Завдяки дослідженням Елтона Мейо в США поширюється термін «людські відносини», виникає особлива політична доктрина, яка перетворилася на офіційну програму управління організаціями. В основу доктрини «людських відносин» покладено такі принципи: 1) Людина — це «соціальна істота», орієнтована на приналежність до певної групи і включена в контекст групової поведінки. 2) Бюрократична організація з її жорсткою ієрархією несумісна з природою людини і її свободою. 3) Керівники підприємств більшою мірою повинні орієнтуватися на людей, ніж на продукцію. Працівникам необхідно створювати сприятливі умови праці і спілкування для того, щоб підвищити їх продуктивність праці.4) Винагорода за працю всієї групи ефективніша, ніж винагорода однієї людини. Соціальна винагорода ефективніша від економічної. Демократичний стиль керівництва, підвищення задоволеності працею і взаємовідносинами, створення атмосфери співробітництва є елементами соціальної винагороди. Мейо вважав, що концентрація уваги керівників на соціальних і психологічних аспектах трудової діяльності людей — це основний шлях розв'язання суспільних протиріч і забезпечення соціальної стабільності суспільства. Ним були запропоновані такі засоби підвищення продуктивності праці: паритетне управління, засноване на врахуванні взаємних інтересів адміністрації та працівників підприємства; гуманізація праці, що забезпечується впровадженням нових техніки і технологій, створенням сприятливих умов праці; прийняття колегіальних рішень, демократичний стиль керівництва підприємством; просвіта працівників, їх професійне навчання та створення умов для підвищення їх професійної кваліфікації.